# Чистополь (Никопольский район)
Чистополь (укр. Чистопіль; до 2016 года — Кирово, укр. Кірове) — село в Кировском сельском совете Никопольского района Днепропетровской области Украины.
Код КОАТУУ — 1222982201. Население по переписи 2001 года составляло 1110 человек.
Является административным центром Кировского сельского совета, в который, кроме того, входят сёла Высокополь, Бекетовка, Марьевка, Александровка, Подгорное и Таврическое.

## Географическое положение
Село Чистополь находится на берегу реки Соленая, выше по течению на расстоянии в 1,5 км расположено село Подгорное, ниже по течению на расстоянии в 0,5 км расположено село Таврическое. По селу протекает пересыхающий ручей с большой запрудой (~40 га). Рядом проходит автомобильная дорога Т-0432.

## История
Село основано в 1862 году переселенцами из Полтавской и Черниговской губерний. Село Гвардейское (бывшая еврейская земледельческая колония Фрайдорф) включено в черту села Кирово.

## Экономика
- ООО «Чистополье».

## Объекты социальной сферы
- Школа.
- Детский сад.
- Амбулатория.
- Дом культуры.

## Достопримечательности
- Братская могила советских воинов.